# Исмаилова, Содар Мабуд кызы
Содар Мабуд кызы Исмаилова (азерб. Sodar Məbud qızı İsmayılova; род. 15 марта 1930, Нухинский район) — советский азербайджанский табаковод, Герой Социалистического Труда (1949).

## Биография
Родилась 15 марта 1930 года в селе Баш-Зейзит Нухинского района Азербайджанская ССР (ныне Шекинский район).
С 1946 года колхозница, звеньевая, с 1953 года табаковод колхоза «Шафак» (бывший имени Сафарова) Шекинского района. В 1948 году получила урожай табака сорта «Трапезонд» 25,1 центнер с гектара на площади 3 гектара. 
Указом Президиума Верховного Совета СССР от 1 июля 1949 года за получение в 1948 году высоких урожаев табака Исмаиловой Содар Мабуд кызы присвоено звание Героя Социалистического Труда с вручением ордена Ленина и золотой медали «Серп и Молот».
Активно участвовала в общественной жизни Азербайджана. Член КПСС с 1957 года.
С 2002 года президентский пенсионер.